# Novi Šeher
Novi Šeher (en cyrillique : Нови Шехер) est un village de Bosnie-Herzégovine. Il est situé dans la municipalité de Maglaj, dans le canton de Zenica-Doboj et dans la fédération de Bosnie-et-Herzégovine. Selon les premiers résultats du recensement bosnien de 2013, il compte 1 673 habitants.

## Démographie

### Évolution historique de la population
| 1948 | 1953 | 1961  | 1971  | 1981  | 1991  | 2013  |
| ---- | ---- | ----- | ----- | ----- | ----- | ----- |
| -    | -    | 1 128 | 1 265 | 1 458 | 1 802 | 1 673 |

|  |

### Communauté locale
En 1991, la communauté locale de Novi Šeher comptait 3 466 habitants, répartis de la manière suivante :